# Parkchester (Bronx)

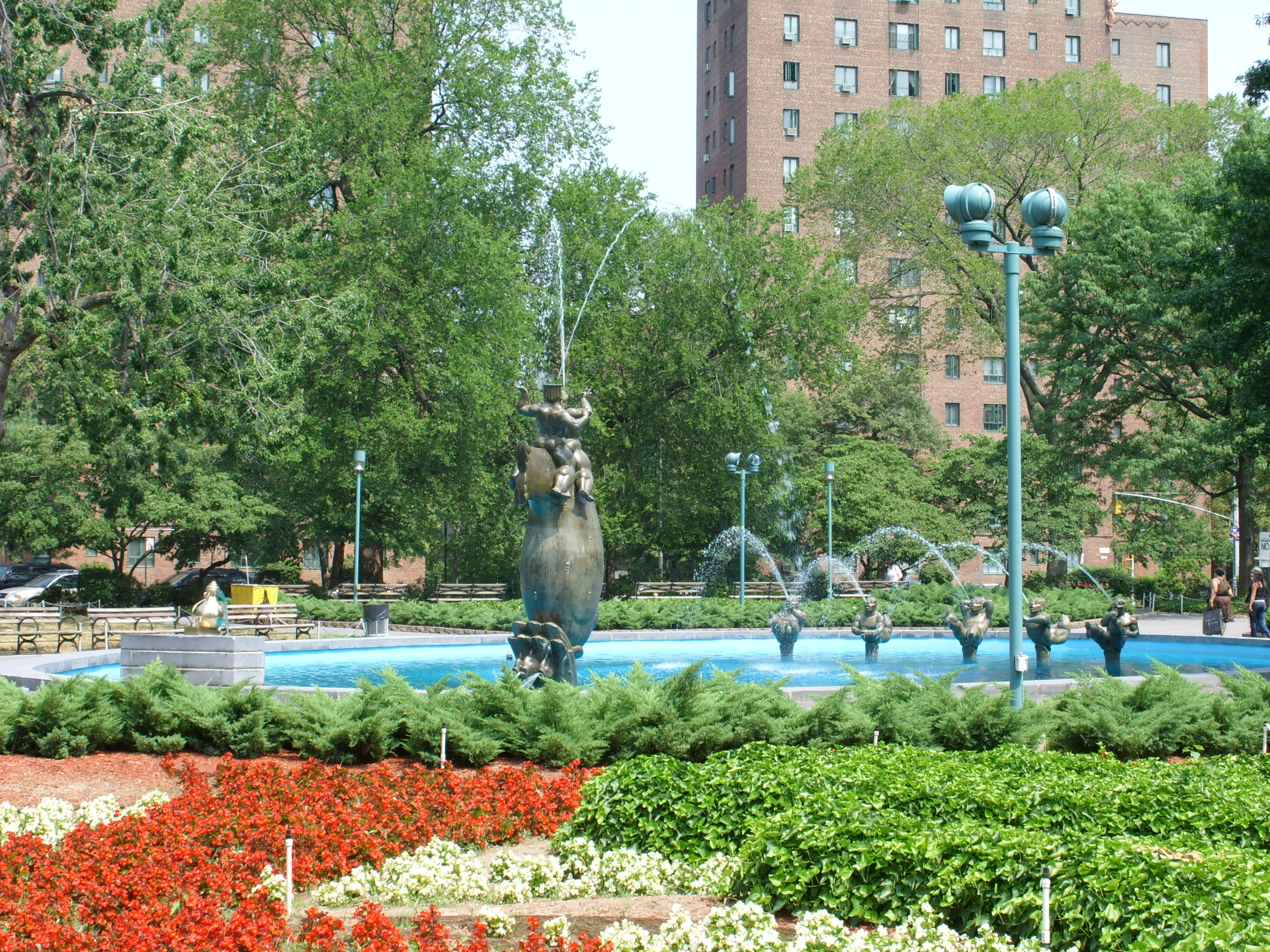
Fontein op de Aileen B. Ryan Oval in Parkchester, Bronx (2008)

Parkchester is een wijk in de Amerikaanse stad New York. Parkchester ligt centraal in de noordelijke borough The Bronx.
Parkchester is een planned community. Het werd als woningbouwproject ontwikkeld door de Metropolitan Life Insurance Company (vooral gekend als MetLife). Deze presenteerde het project met een tot in de kleinste details uitgewerkt schaalmodel op de Wereldtentoonstelling van 1939. Het ging om 51 gebouwen die plaats zouden gaan bieden aan 12.000 gezinnen. Het project was ontworpen en werd geëxploiteerd als een op zichzelf staand woningverhuurbedrijf gericht op een publiek van gezinnen uit de middenklasse. De wijk was voorzien als whites only woongebied. In het project was voorzien in alle faciliteiten gewenst door werknemers en hun gezinnen, waaronder goede toegang tot openbaar vervoer, nabije scholen en kerken, ruimte voor winkels en de nabijheid van een medisch centrum. De naam Parkchester was samengesteld uit de namen van de twee aangrenzende bestaande wijken Park Versailles en Westchester Heights.
De wijk werd gebouwd tussen 1939 en 1942 en de eerste eenheden werden in 1940 in gebruik genomen. In 2020 telde de dan 80 jaar oude wijk 33.602 inwoners op een oppervlakte van 0,96 km². Daarvan was 35,1% van Afro-Amerikaanse origine, 33,0% hispanics, 2,7% blank en 25,4% Aziatische Amerikanen. Er is een voor New York belangrijke concentratie van Puertoricanen. De bekendste voormalige inwoonster is congreslid Alexandria Ocasio-Cortez die hier haar eerste jeugdjaren doorbracht.
Station Parkchester op lijn 6 van de metro van New York geeft toegang tot het metronetwerk. De wijk wordt doorkruist door de snelweg Interstate 95 die hier, lokaal aangeduid als Cross Bronx Expressway, The Bronx en Manhattan passeert en op- en afritten heeft naar East 177th Street.
City Island · Concourse · Co-op City · Fordham · Kingsbridge · Morrisania · Parkchester · Riverdale · Spuyten Duyvil · Throgs Neck · Wakefield · West Farms